# Bahnhof Málaga María Zambrano
Der Bahnhof Málaga María Zambrano ist der Hauptbahnhof der südspanischen Stadt Málaga. Er befindet sich in Besitz der Adif und wird von Nah- und Fernverkehrszügen der Renfe bedient. Er besteht aus einem oberirdischen Kopfbahnhof und einem unterirdischen Durchgangsbahnhof. Mit rund 4,5 Millionen Fahrgästen jährlich ist er der zweitmeistfrequentierte Bahnhof Andalusiens hinter Sevilla Santa Justa.

## Geschichte
Das Zeitalter der Eisenbahn in Málaga begann 1862, als der Bahnhof der Sociedad del Ferrocarril de Málaga a Córdoba im Beisein von Königin Isabella II. eröffnet wurde. Der Bau wurde von Industriellen vorangetrieben, damit die im Val de Córdoba abgebauten Kohlemengen nun im Hafen Málagas verschifft werden konnten. Er erhielt den Namen Málaga-Término.
In den Jahren 2005 und 2007 wurde der südwestlich der Innenstadt gelegene Bahnhof als Vorbereitung auf die Schnellfahrstrecke Córdoba–Málaga, welche über die Schnellfahrstrecke Madrid–Sevilla Anschluss an die spanischen Hauptstadt bietet, grundlegend umgebaut. Er wurde anlässlich der Betriebsaufnahme der Hochgeschwindigkeitszüge 2007 zu Ehren der aus Málaga stammenden Philosophistin und Schriftstellerin María Zambrano in Estación María Zambrano umbenannt. 2011 folgte die Aufnahme des Präfixes Málaga in den Bahnhofsnamen.

## Anlage
Der Bahnhof besteht aus zwei Teilen. Auf der Erdoberfläche befindet sich ein neungleisiger Kopfbahnhof. Die Gleise 1 bis 5 sind in europäischer Normalspur (1435 mm) gebaut und dienen den Hochgeschwindigkeitszügen. Die in iberischer Breitspur gehaltenen Gleise 6 bis 8 werden für Media Distancia- und Fernverkehrszüge verwendet. Das bereits im Vorfeld abzweigende und bahnsteiglose neunte, ebenfalls breitspurige Gleis dient der Zufahrt zum Hafen. 
Unter der Erde gehört zum Bahnhof eine zweigleisige Tunnelstation mit den breitspurigen Gleisen 10 und 11, welche ausschließlich dem Verkehr der Cercanías Málaga dient. 
An den Bahnhof ist ein Einkaufszentrum angegliedert, in dem sich Filialen unter anderem von Bijou Brigitte, Media Markt, Mercadona, der Inditex-Gruppe sowie ein Hotel und ein Multiplexkino mit dreizehn Sälen befinden.

## Verkehr

### Fernverkehr
13 tägliche normalspurige AVE-Zugpaare bedienen den Bahnhof. Elf davon führen nach Madrid Atocha mit einer Fahrtzeit von knapp zweieinhalb Stunden. Zwei Zugpaare verbinden Málaga-María Zambrano mit Barcelona-Sants, sie nutzen dabei die Verbindungskurve zwischen der Schnellfahrstrecke Madrid–Sevilla und der Schnellfahrstrecke Madrid–Barcelona vor den Toren Madrids. Die Reisezeit beträgt rund 5 Stunden und 40 Minuten.
Im breitspurigen Fernverkehr wird der Bahnhof einmal täglich von einem Alaris-Zugpaar von/nach Barcelona-Sants bedient, das über Córdoba und die Mittelmeerküste mit Halten in Valencia und Tarragona verkehrt. Zudem verkehrt saisonal ein Estrella Picasso-Nachtzug nach Bilbao-Abando mit Bedienung Valladolids.

### Média Distancia
In Málaga Maria Zambrano enden drei Linien des andalusischen „Média Distancia RENFE“-Systems. Die Linie 67 verbindet den Bahnhof mit Sevilla Santa Justa. Ebenfalls zwischen diesen beiden Stationen verkehrt mit sieben täglichen Zugpaaren die Linie 84, deren Züge nutzen allerdings die Schnellfahrstrecke und werden als Avant vermarktet. Die Linie 70 verläuft von Granada und Málaga nach Algeciras.

### Cercanías Málaga
Das S-Bahn-ähnliche System der Cercanías Málaga bedient mit beiden Linien (C-1 und C-2) den Tunnelbahnhof. Mária Zambrano ist die letzte Station vor dem im Stadtzentrum gelegenen Endhaltepunkt Málaga Centro-Alameda. Mit der Linie C-1 wird über die Bahnstrecke Málaga–Fuengirola auch die Verbindung zum Flughafen sichergestellt.

### Metro Málaga
Unterhalb des Bahnhofs befindet sich die Metrostation El Perchel der im Jahre 2014 eröffneten Metro Málaga. Diese wird von den Metrolinien 1 und 2 bedient, welche den Bahnhof mit der Universität (L1 Andalucía Tech) bzw. der Küste (L2 Palacio de los Deportes) verbinden.